# Łowoszów
Łowoszów (niem. Lowoschau) – wieś w Polsce położona w województwie opolskim, w powiecie oleskim, w gminie Olesno.
W latach 1945–1961 w granicach Olesna.
W latach 1975–1998 miejscowość administracyjnie należała do województwa częstochowskiego.
Wioska położona przy drodze wojewódzkiej nr 494. Sąsiadujące miejscowości: Olesno (5 km), Wojciechów (3 km), Stare Olesno (5 km), Wędrynia (2 km), Wachów (3 km). W centrum wioski znajduje się kościół rzymskokatolicki pw. Matki Boskiej Wspomożenia Wiernych.

## Nazwa
Według niemieckiego językoznawcy Heinricha Adamy’ego nazwa miejscowości pochodzi od staropolskiej nazwy polowania - łowiectwa. W swoim dziele o nazwach miejscowych na Śląsku wydanym w 1888 roku we Wrocławiu wymienia on jako pierwotną zanotowaną nazwę miejscowości Łowosow podając jej znaczenie "Jägerdorf" - "Wieś łowczych, myśliwych".
W okresie reżimu hitlerowskiego w latach 1936-1945 miejscowość nosiła nazwę Lauschen.
W odległości ok. 1 km na północ znajduje się źródło rzeki Bogacica.